# Beit HaArava
Beit HaArava (en hebreu: בית הערבה) és un assentament israelià i un quibuts situat a Cisjordània. Està situat prop del Mar Mort i de la ciutat palestina de Jericó, en l'encreuament de Beit HaArava, en la intersecció de la ruta 1 i la ruta 90. L'assentament pertany a la jurisdicció del Consell Regional de Meguilot. En 2017, el qibuts tenia una població de 222 habitants. La comunitat internacional considera que els assentaments israelians en la Cisjordània ocupada són il·legals, segons el dret internacional, però el govern israelià no està d'acord amb aquesta afirmació.

## Història
El llogaret va ser establert originalment el 1939 pels membres europeus d'un Moviment Juvenil Sionista que havia fugit de l'Alemanya nacional-socialista, i que havia buscat refugi en el Mandat Britànic de Palestina, com a part de la jove Aliyà.
David Coren, qui més tard va ser un membre del parlament israelià, la Kenésset, també va estar entre els membres fundadors del qibuts. L'assentament va ser nomenat com el llogaret bíblic del mateix nom que pertanyia a la tribu de Benjamí (Josuè 18.22), i que estava situada en la plana d'Aravà. El seu nom significa: "La casa en el desert".
Segons el Fons Nacional Jueu, el qibuts es va fer famós pels seus experiments sobre la recuperació del terreny, els habitants del qibuts van recuperar unes terres que semblaven poc rendibles.
El 1947, Beit HaArava tenia una població de més de 200 persones. El 20 de maig de 1948, després de no haver aconseguit un acord amb el Rei Abdullah de Jordània, Beit HaArava i el qibuts Kàlia van ser abandonats degut al seu aïllament, durant la guerra àrab-israeliana de 1948. Els residents dels dos llogarets van ser evacuats cap al lloc d'avançada israelià situat prop de la Muntanya de Sodoma.
Més tard, els seus membres es van allotjar temporalment en el qibuts Shefayim, i finalment es van dividir en dos grups, que el 1949 van fundar els qibuts de Gesher HaZiv i Kabri, situats tots dos en la Galilea occidental. Segons l'organització ARIJ, el 1980 l'estat sionista d'Israel va confiscar 506 dunams de terres del llogaret palestí de Nabi Musa, per construir l'assentament de Beit HaArava.
El 1980, la colònia de Beit HaArava va ser restablerta com un indret d'avançada de la Brigada Nahal. El qibuts va esdevenir una comunitat civil el 1986. Hi ha pocs residents al municipi, i la majoria d'ells són membres actius del qibuts. En 2017, entre tots els habitants del poble la població de la colònia era 222 persones.

## Economia
El parc solar operatiu més gran del Món destinat a la generació d'electricitat, va estar situat a Beit HaArava, el parc solar va funcionar fins a 1988. El parc tenia una superfície de 210.000m² metres quadrats, i generava una potència elèctrica de 5MW megawats.